# Just Between You and Me
Just Between You and Me är Porter Wagoners och Dolly Partons första duettalbum, utgivet den 15 januari 1968, kort efter att Dolly Parton gick med i Porter Wagoners band och blev ordinarie i hans TV-show som sändes varje vecka (och signerade med RCA Records). Albumet innehöll bland annat en cover på Tom Paxtons "The Last Thing on My Mind"; och albumet och den singeln placerade sig bland de bästa på USA:s countryalbumlistor och singellistor.  Titelspåret, skrivet av Jack Clement, hade tidigare under 1967 blivit en topp 10-hitlåt för Charley Pride. Dolly Parton skrev ursprungligen "Put it Off Until Tomorrow" till en annan artist, Bill Phillips. (Hon stod för bakgrundssång på hans inspelning, som 1966 blev en topp tio-hitlåt.) Dolly Parton sjöng också en soloversion av låten på sitt debutalbum "Hello, I'm Dolly" 1967.

## Låtlista
1. "Because One of Us was Wrong"
2. "The Last Thing on My Mind"
3. "Love is Worth Living"
4. "Just Between You and Me"
5. "Mommie, Ain't That Daddy"
6. "Four O Thirty Three"
7. "Sorrow's Tearing Down the House (That Happiness Once Built)"
8. "This Time has Gotta be Our Last Time"
9. "Before I Met You"
10. "Home is Where the Hurt is
11. "Two Sides to Every Story"
12. "Put it Off Until Tomorrow"